# René Fatoux
René Fatoux est un footballeur français, né le 2 décembre 1935 à Dainville et mort le 30 octobre 2022 à Warlus,, il évolue au poste d'attaquant dans les années 1950 et 1960.

## Biographie
Le parcours en club de René Fatoux débute au Racing Club d'Arras. En 1955, il est repéré à l'âge de 20 ans par le Lille OSC lorsqu'il inscrit un triplé lors d'un match amical contre le club nordiste et son gardien Georges Duffuler.
Il évolue six saisons au Lille OSC, de 1956 à 1962, période durant laquelle il inscrira 80 buts. En octobre 1959, il s'impose notamment 6-3 à Marseille, au stade Vélodrome, en marquant un quintuplé historique.
René Fatoux part ensuite au RC Lens lors de la saison 1962-1963. Il finit sa carrière au Racing-club d'Arras puis au club de Boiry-Sainte-Rictrude, où il sera entraineur-joueur jusqu'à l'âge de 50 ans.
De 1956 à 1958, il fait partie du bataillon de Joinville où il remporte plusieurs fois le Challenge Kentish avec l'équipe de France militaire.

## Carrière professionnelle
- 1956-1957 : Lille OSC
- 1957-1958 : Lille OSC : 8 matchs, 7 buts
- 1958-1959 : Lille OSC : 29 matchs, 17 buts
- 1959-1960 : Lille OSC : 37 matchs, 16 buts
- 1960-1961 : Lille OSC : 28 matchs, 15 buts
- 1961-1962 : Lille OSC : 29 matchs, 13 buts[5]
- 1963-1964 : RC Lens : 10 matchs, 2 buts.